# Justine Sergent
Pour les articles homonymes, voir Sergent (homonymie).
Justine Sergent (née le 31 mars 1950, morte le 11 avril 1994 à Montréal) est une neuropsychologue ayant principalement travaillé sur les systèmes de reconnaissance de formes dans le cerveau humain. 
Accusée anonymement de fraude scientifique en 1992, des attaques collectives de son caractère et de ses recherches lui créèrent un tel stress qu'elle et son mari se suicident ensemble deux ans plus tard ; une enquête menée trois ans après leur mort ne révéla aucune preuve de fraude.

## Enfance et formation
Justine Saade est née le 31 mars 1950 au Liban. Elle y rencontre son futur époux Yves Sergent, et ils s'installèrent en France où ils se marient. Ils émigrent ensuite au Canada, où Justine Sergent s'inscrit à l'université McGill, y obtenant son PhD ; elle y enseigne ensuite comme professeur associée de neurologie et de neurochirurgie dans l'institut neurologique de Montréal entre 1979 et 1982.

## Travaux de recherche
Justine Sergent est un des premiers chercheurs à étudier l'anatomie fonctionnelle de la reconnaissance des visages par le cerveau humain. En 1992, elle décrit la zone concernée, appelée aire fusiforme des visages (en) (fusiform face area ; FFA).
À l'aide de la tomographie par émission de positons (TEP), elle découvre que les schémas d'activation de neurones diffèrent selon qu'il s'agit de reconnaissance des visages ou de reconnaissance d'autres objets.
Le nom de FFA est donné à cette zone par Nancy Kanwisher en 1997, cette dernière insiste sur l'existence de ces zones comme preuve de séparation fonctionnelle dans le système visuel selon les types de structures à reconnaître.

## Scandale et suicide
L'histoire de Justine Sergent est un cas tristement célèbre de mobbing dans les milieux académiques canadiens, qui s'est déroulé à l'université McGill alors dirigée par David Johnston. Ces attaques culminent en juillet 1992, lorsqu'une lettre anonyme accuse Sergent de ne pas avoir respecté les précautions éthiques demandées par ses recherches, et en particulier de ne pas avoir obtenu l'accord préalable d'un comité d'éthique (une technique de mobbing fréquente dans les milieux académiques), concernant l'utilisation d'un PET scan (demandant l'injection d'isotopes radioactifs). Sergent affirme qu'elle a obtenu cet accord pour les expériences précédentes, et que la seule différence avec son nouveau protocole est que les sujets devaient à présent regarder des notes de musique et non des lettres ; en 1993, Johnston réprimanda officiellement Sergent pour ne pas avoir signalé ce léger changement de protocole.
Près de deux ans plus tard, plusieurs copies d'une autre lettre anonyme furent adressées à divers organismes, parmi lesquels la Montreal Gazette. Cette lettre essaie de discréditer Sergent en reliant ses recherches au cas d'un certain Roger Poisson (en) travaillant à l'hôpital Saint-Luc (Poisson avait admis avoir falsifié ses résultats de recherche). Le 9 avril 1994, la Gazette publie un article à ce sujet, rappelant également la réprimande de 1993. Le week-end suivant, Sergent et son mari sont retrouvés dans leur garage, morts d'intoxication au monoxyde de carbone, laissant derrière eux une note attribuant leur suicide à cette lettre anonyme ; cette note est publiée dans la Gazette et dans La Presse.
L'enquête concernant ces évènements fut arrêtée en 1997, sans avoir trouvé de traces de fraude ou d'éventuels manquements éthiques de la part de Sergent.

## Publications

### À titre posthume
- (en) Lawrence M. Parsons, Justine Sergent, Donald A. Hodges et Peter T. Fox, « The brain basis of piano performance », Neuropsychologia, vol. 43, no 2,‎ 2005, p. 199–215 (DOI 10.1016/j.neuropsychologia.2004.11.007)

### Années 1990
- (en) J Sergent, « Brain-imaging studies of cognitive functions », Trends in Neurosciences, vol. 17, no 6,‎ 1994, p. 221–227 (DOI 10.1016/0166-2236(94)90002-7)
- (en) J Sergent, « La mémoire des visages », La Recherche, vol. 267,‎ 1994, p. 792–797
- (en) J Sergent, « Mapping the musician brain », Human Brain Mapping, vol. 1, no 1,‎ 1993, p. 20–38 (DOI 10.1002/hbm.460010104)
- (en) J Sergent, « The neuropsychology of visual image generation: Data, method, and theory », Brain and Cognition, vol. 13, no 1,‎ 1990, p. 98–129 (DOI 10.1016/0278-2626(90)90043-N)

### Années 1980
- (en) J Sergent, « Intégration hémisphérique en l'absence de corps calleux », Médicine/Sciences, vol. 5, no 10,‎ 1989, p. 746–753 (DOI 10.4267/10608/3906)

## In memoriam
- The Justine and Yves Sergent International Prize in Cognitive Neuroscience[11]
- The Justine and Yves Sergent Conference[12]